# Nowa Wieś (gmina w województwie śląskim)

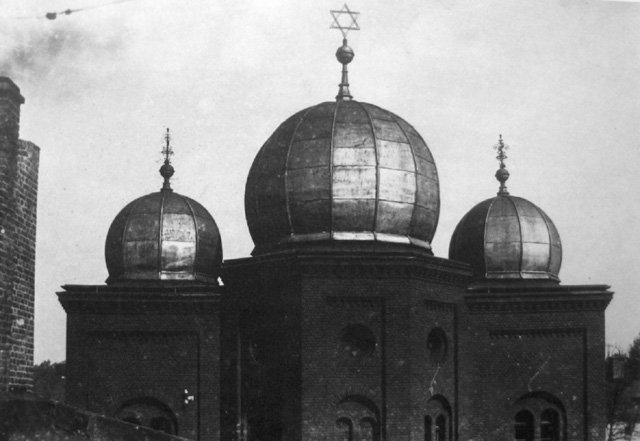
Synagoga w Nowej Wsi

Nowa Wieś (od 1948 Wirek) – dawna gmina wiejska istniejąca pod tą nazwą w latach 1945–1948 w woj. śląskim (śląsko-dąbrowskim; dzisiejsze woj. śląskie). Siedzibą władz gminy była Nowa Wieś (obecnie dzielnica Rudy Śląskiej o nazwie Wirek).
Gmina zbiorowa (o charakterze jednostkowym) Nowa Wieś powstała w grudniu 1945 w powiecie katowickim w woj. śląskim (śląsko-dąbrowskim).
1 stycznia 1946 gmina składała się z samej siedziby i przez to nie była podzielona na gromady.
7 marca 1948 roku Nowa Wieś została przemianowana na Wirek a jednostka na gmina Wirek.